# Звенигород (Тернопольская область)
Звенигород (укр. Звенигород) — село в Бучачской городской общине Чортковского района Тернопольской области Украины.
До 2020 года входило в Бучачский район.
Код КОАТУУ — 6121285403. Население по переписи 2001 года составляло 841 человек.

## Географическое положение
Село Звенигород находится на левом берегу реки Стрыпа,
выше по течению на расстоянии в 1,5 км расположено село Зарывинцы,
ниже по течению на расстоянии в 0,5 км расположено село Подзамочек,
на противоположном берегу — село Рукомыш.
Рядом проходят автомобильные дороги Н-18 и Т-2001.

## История
- Село известно с XVIII века.

## Объекты социальной сферы
- Гимназия.
- Клуб.
- Фельдшерско-акушерский пункт.